# Renzo Bartolozzi
Renzo Bartolozzi (Firenze, 15 luglio 1925 – ...) è stato un calciatore italiano, di ruolo portiere.

## Carriera
Dopo gli esordi in Serie C con il Prato nel 1942-1943, nel dopoguerra debutta in Serie B con i toscani nel 1946-1947, giocando due campionati cadetti per un totale di 62 presenze.
Nel 1948 passa al Parma dove disputa altre 24 gare in Serie B.
L'anno successivo gioca in Serie C con Le Signe.

## Palmarès

### Club

#### Competizioni nazionali
- Serie C: 1

Prato: 1945-1946